# Axelrod-Quartett

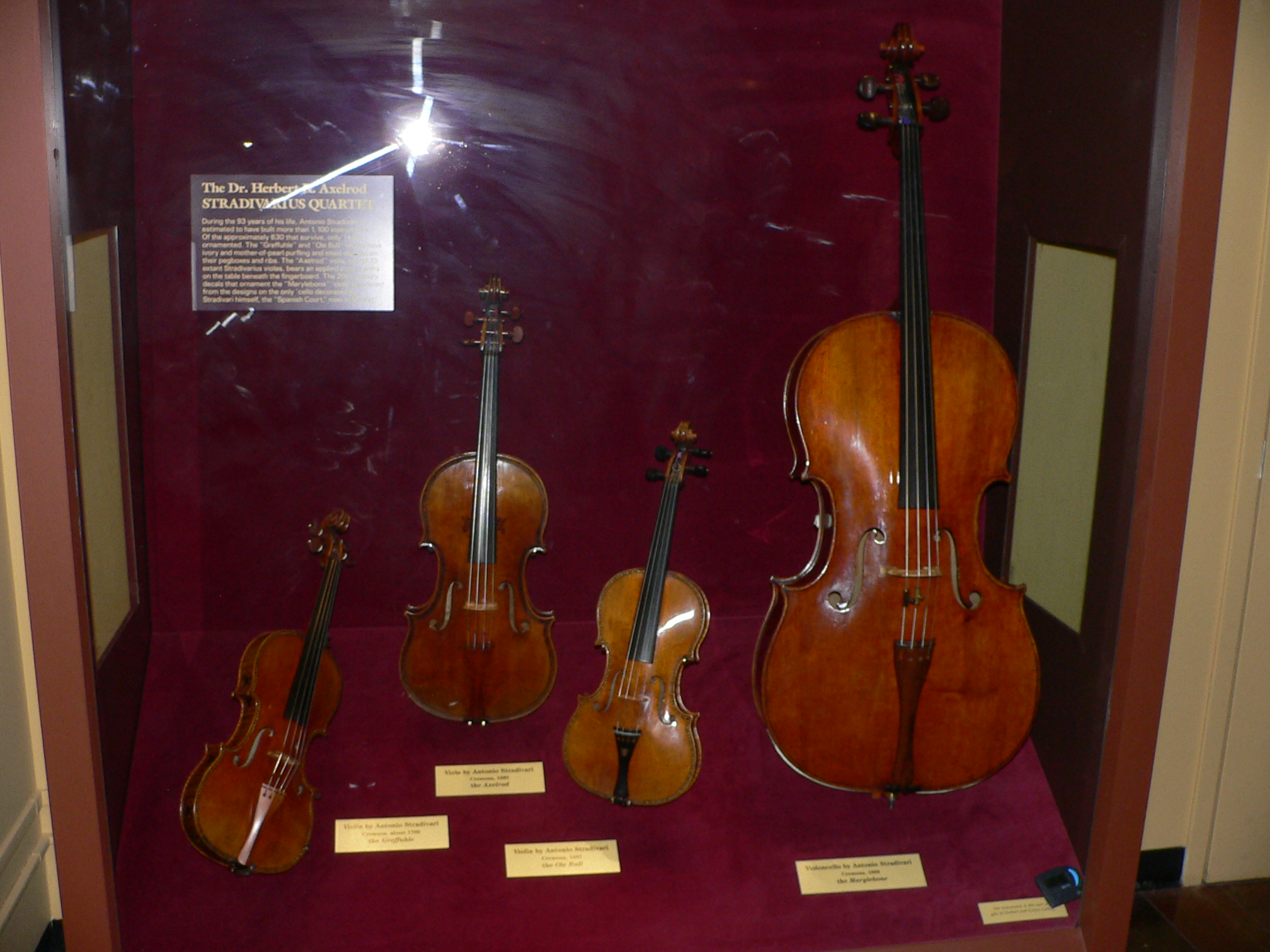
Das Axelrod-Quartett im National Museum of American History (2008). Von links: Violine Greffuhle, Bratsche Axelrod, Violine Ole Bull, Cello Marylebone.

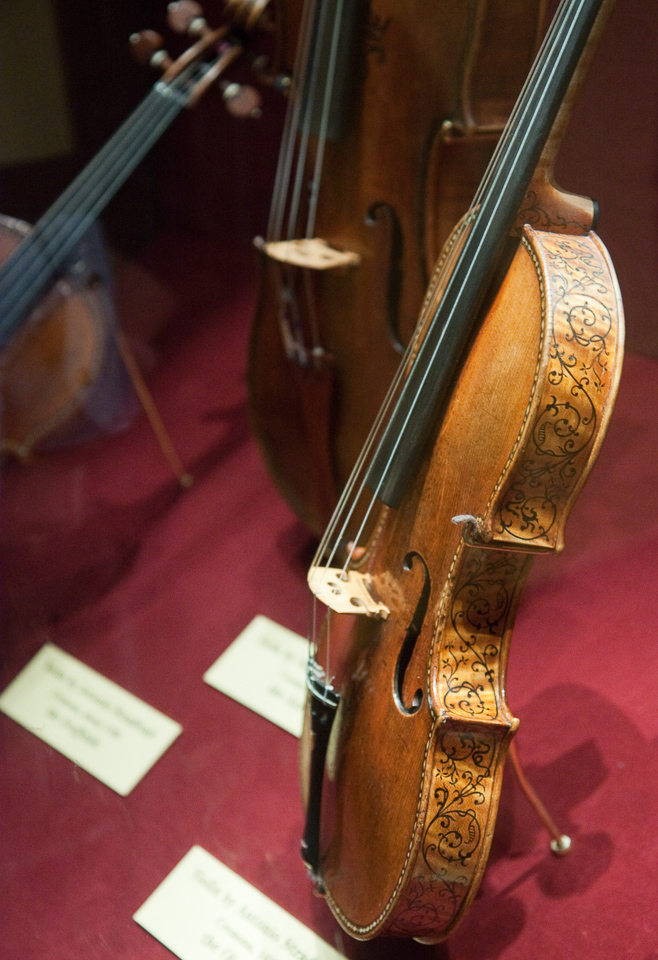
Die Violine Ole Bull

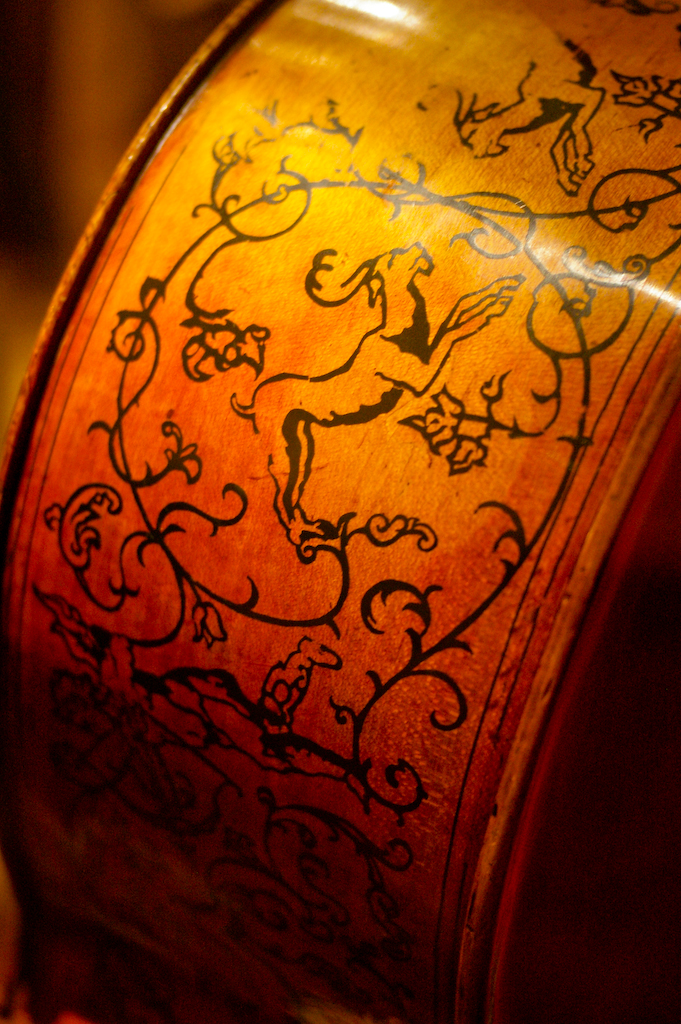
Dekorierte Zarge des Marylebone-Cellos (Detail)

Als Axelrod-Quartett werden vier verzierte Streichinstrumente von Antonio Stradivari bezeichnet, die der Sammler Herbert R. Axelrod im Jahr 1998 der Smithsonian Institution schenkte.

## Die vier Instrumente
Das Axelrod-Quartett umfasst zwei Violinen, eine Bratsche und ein Violoncello, was einem Streichquartett entspricht:
- die Violine „Ole Bull“ (1677)[1]
- die Violine „Greffuhle“ (1709)[2]
- die Bratsche „Axelrod“ (1695)[3]
- das Cello „Marylebone“ (1688)[4]

Alle vier Instrumente weisen die Besonderheit auf, dass sie verziert sind:
- Die beiden Violinen sind am Rand der Decke und am Rand des Bodens verziert, außerdem an den Zargen und am Wirbelkasten.
- Die Axelrod-Bratsche ist nur am Rand der Decke und des Bodens verziert.
- Das Cello ist an den Zargen und am Wirbelkasten verziert.

Die Verzierungen der beiden Violinen und der Bratsche stammen von Stradivari. Es gibt insgesamt nur elf erhaltene Stradivaris mit originaler Verzierung von Stradivari. Zu ihnen zählen auch die vier Instrumente des Cuarteto Real (des „Königlichen Quartetts“) im Palacio Real in Madrid, das ebenfalls aus zwei Violinen, einer Bratsche und einem Cello besteht.
Die Verzierungen am Cello Marylebone stammen dagegen aus dem 20. Jahrhundert. Sie wurden von Herbert R. Axelrod veranlasst. Als er zwei verzierte Stradivari-Violinen und eine verzierte Stradivari-Bratsche besaß, wünschte er sich ein verziertes Stradivari-Cello dazu. Das einzige von Stradivari verzierte Cello ist das aus dem unverkäuflichen Cuarteto Real in Madrid. Axelrod beauftragte den Geigenbauer René Morel, das Marylebone nach dem Vorbild des Cellos in Madrid zu dekorieren. Das Cello in Madrid ist allerdings auch am Rand der Decke verziert, während das Marylebone in diesem Bereich nicht dekoriert wurde.

## Schenkung an die Smithsonian Institution
Im Jahr 1998 schenkte Axelrod die vier Instrumente der Smithsonian Institution. Ihr Wert wurde damals auf 50 Millionen US-Dollar geschätzt. Die Schenkung führte zur Gründung des Axelrod String Quartet. Dieses Streichquartett gibt gelegentlich Konzerte mit den Instrumenten des Axelrod-Quartetts. 
Ein anderes Stradivari-Cello, das „Servais“ aus dem Jahr 1701, gehört ebenfalls zur Instrumentensammlung der Smithsonian Institution. Das Axelrod-Quartett und das „Servais“ waren bis 2012 im National Museum of American History ausgestellt.

## Referenzen
1. ↑  Stradivarius Violin: "The Ole Bull" National Museum of American History.
2. ↑  Stradivarius Violin: "The Greffuhle" National Museum of American History.
3. ↑  Stradivarius Viola: "The Axelrod" National Museum of American History.
4. ↑  The Marylebone Cello National Museum of American History (die Schreibweise Marylebon ist ein Fehler).
5. ↑  Zu den Dekorationen siehe die Bilder in den Artikeln der Smithsonian Institution: Violine Ole Bull, Violine Greffuhle, Bratsche Axelrod, Cello Marylebone.
6. 1 2  Ausstellung von Musikinstrumenten bis zum 21. Oktober 2012 im National Museum of American History.
7. 1 2  Cuarteto Palatino o Cuarteto Decorado patrimonionacional.es, siehe dort auch das Bild.
8. ↑  René Morel Nachruf in The Telegraph, 18. November 2011.
9. ↑  Sharing the Gift of Music smithsonianmag.com, August 1998.
10. ↑   The Axelrod String Quartet smithsonianchambermusic.org